# Diocesi di Acanda
La diocesi di Acanda (in latino: Dioecesis Acandensis) è una sede soppressa del patriarcato di Costantinopoli. Con il titolo di Pacando (in latino: Pacandensis), è stata una sede titolare della Chiesa cattolica, oggi ugualmente soppressa.

## Storia
Acanda (o forse Ascanda), la cui localizzazione precisa nell'odierna Turchia è sconosciuta, è un'antica sede episcopale della provincia romana di Licia nella diocesi civile di Asia. Faceva parte del patriarcato di Costantinopoli ed era suffraganea dell'arcidiocesi di Mira.
La diocesi è documentata nelle Notitiae Episcopatuum del patriarcato di Costantinopoli fino al XII secolo. Tuttavia è noto un solo vescovo di Acanda, Pannichio, che sottoscrisse nel 458 la lettera dei vescovi della Licia all'imperatore Leone I dopo l'uccisione del patriarca alessandrino Proterio. Le Quien, nella sua opera Oriens christianus, propone di modificare il nome Pannichio (Pannitius) in Panezio (Panaetius).
Nell'Ottocento divenne una sede vescovile titolare della Chiesa cattolica con il nome di Pacandensis, titolo evidentemente errato, motivo che portò la Santa Sede alla sua soppressione. Unico vescovo titolare è stato Léon-Antoine-Augustin-Siméon Livinhac, superiore generale dei Missionari d'Africa.

## Cronotassi

### Vescovi greci
- Pannichio † (menzionato nel 458)

### Vescovi titolari
- Léon-Antoine-Augustin-Siméon Livinhac, M.Afr. † (15 giugno 1883 - 21 novembre 1921 nominato arcivescovo titolare di Ossirinco)